# ITF Jounieh
Das ITF Jounieh (offiziell: ATCL Women’s Future) war ein Tennisturnier des ITF Women’s Circuit, das in Jounieh, auf Sandplatz ausgetragen wurde.

## Siegerliste

### Einzel
| Jahr                   | Siegerin                | Finalgegnerin          | Ergebnis               |
| ---------------------- | ----------------------- | ---------------------- | ---------------------- |
| ↓ Kategorie: $25.000 ↓ |                         |                        |                        |
| 2003                   | Kyra Nagy               | Ana Timotić            | 6:1, 7:5               |
| ↓ Kategorie: $50.000 ↓ |                         |                        |                        |
| 2004                   | Nuria Llagostera Vives  | Lourdes Domínguez Lino | 2:6, 6:0, 6:4          |
| ↓ Kategorie: $75.000 ↓ |                         |                        |                        |
| 2005                   | Marija Korytzewa        | Lourdes Domínguez Lino | 7:5, 7:5               |
| 2006                   | Selima Sfar             | Nastassja Jakimawa     | 6:4, 7:5               |
| 2007                   | Selima Sfar             | Katarína Kachlíková    | 6:1, 6:2               |
| 2007                   | ↓ Kategorie: $25.000 ↓  |                        |                        |
| 2007                   | Marija Korytzewa        | Laura Siegemund        | 6:1, 6:3               |
| ↓ Kategorie: $50.000 ↓ |                         |                        |                        |
| 2008                   | Anne Keothavong         | Lourdes Dominguez Lino | 6:4, 6:1               |
| 2008                   | Irina-Camelia Begu      | Nastassja Jakimawa     | 6:0, 6:2               |
| ↓ Kategorie: $75.000 ↓ |                         |                        |                        |
| 2009                   | Alexandra Dulgheru      | Zuzana Kučová          | 3:6, 6:3, 6:4          |
| 2010                   | ↓ Kategorie: $50.000 ↓  | ↓ Kategorie: $50.000 ↓ | ↓ Kategorie: $50.000 ↓ |
| 2010                   | Patricia Mayr           | Renata Voráčová        | 6:3, 6:73, 7:67        |
| 2010                   | ↓ Kategorie: $100.000 ↓ |                        |                        |
| 2010                   | Petra Cetkovská         | Mathilde Johansson     | 6:1, 6:3               |
| ↓ Kategorie: $15.000 ↓ |                         |                        |                        |
| 2017                   | Clothilde de Bernardi   | Berfu Cengiz           | 6:0, 6:4               |
| 2017                   | Draginja Vuković        | Anna Ureke             | 3:6, 6:3, 7:5          |

### Doppel
| Jahr                   | Siegerinnen                          | Finalgegnerinnen                         | Ergebnis               |
| ---------------------- | ------------------------------------ | ---------------------------------------- | ---------------------- |
| ↓ Kategorie: $25.000 ↓ |                                      |                                          |                        |
| 2003                   | Isabel Collischonn Kyra Nagy         | Antonia Matic Stefanie Weis              | 6:4, 7:63              |
| ↓ Kategorie: $50.000 ↓ |                                      |                                          |                        |
| 2004                   | Petra Cetkovská Hana Šromová         | Nuria Llagostera Vives Frederica Piedade | 6:4, 6:2               |
| ↓ Kategorie: $75.000 ↓ |                                      |                                          |                        |
| 2005                   | Marija Korytzewa Nastassja Jakimawa  | Olena Antypina Hana Šromová              | 7:5, 6:2               |
| 2006                   | Tazzjana Putschak Nastassja Jakimawa | Maria-Jose Argeri Leticia Sobral         | 6:4, 7:65              |
| 2007                   | Tazzjana Putschak Nastassja Jakimawa | Mădălina Gojnea Monica Niculescu         | 7:5, 6:0               |
| 2007                   | ↓ Kategorie: $25.000 ↓               |                                          |                        |
| 2007                   | Olga Brózda Marija Kondratjewa       | Nicole Clerico Teliana Pereira           | 6:3, 6:1               |
| ↓ Kategorie: $50.000 ↓ |                                      |                                          |                        |
| 2008                   | Nina Brattschikowa Weronika Kapschaj | Kristína Kučová Stefanie Voegele         | 7:5, 3:6, [10:6]       |
| 2008                   | Chayenne Ewijk Nastassja Jakimawa    | Carmen Klaschka Laura Siegemund          | 7:5, 7:5               |
| ↓ Kategorie: $75.000 ↓ |                                      |                                          |                        |
| 2009                   | Marija Korytzewa Darja Kustawa       | Kazjaryna Dsehalewitsch Juliana Fedak    | 6:3, 6:4               |
| 2010                   | ↓ Kategorie: $50.000 ↓               | ↓ Kategorie: $50.000 ↓                   | ↓ Kategorie: $50.000 ↓ |
| 2010                   | Petra Cetkovská Renata Voráčová      | Ksenija Mileuskaja Lessja Zurenko        | 6:4, 6:2               |
| 2010                   | ↓ Kategorie: $100.000 ↓              |                                          |                        |
| 2010                   | Petra Cetkovská Renata Voráčová      | Eva Birnerová Andreja Klepač             | 7:5, 6:2               |
| ↓ Kategorie: $15.000 ↓ |                                      |                                          |                        |
| 2017                   | Ola Abou Zekry Berfu Cengiz          | Jacqueline Cabaj Awad Fanny Ostlund      | 6:4, 7:5               |
| 2017                   | Wiktorija Kan Marija Sotowa          | Naomi Totka Draginja Vuković             | 6:0, 6:1               |